# Таку Сигэтика
Таку Сигэтика (яп. 多久 茂鄰, 17 декабря 1759 — 8 июня 1827) — самурай княжества Сага периода Эдо, 9-й глава рода Таку.

## Биография
Третий сын Таку Сигэтаки, 7-го главы рода Таку, и наложницы, дочери Танаки Тюэмона. Его детское имя — Рюдзабуро (龍三郎).
В 1776 году Сигэтика был назначен наследником своего старшего брата, Таку Сигэнори. В 1781 году Сигэнори ушёл на покой из-за болезни и Сигэтика унаследовал семейное главенство.
В 1778 году Сигэтика был назначен на должность каро у даймё Саги. В 1787 году ему было разрешено вести переговоры по пограничному спору с владениями Курумэ, и даймё этого княжества подарил ему меч и платье. В 1814 году пустые рисовые марки, которые княжество заняло в Осаке, были опротестованы, и Сигэтика был отстранён от должностей, так как был признан ответственным за ухудшение финансового положения, и ему было приказано уйти в отставку, поэтому он передал главенство своему третьему сыну, Сигэсуми.
В 1827 году Таку Сигэтика умер в возрасте 67 лет. Он был похоронен в семейном храме Энцу-дзи в Таку.

## Семья
Дети от неизвестной матери:
- Таку Сигэсуми, третий сын
- Окицу, жена Набэсимы Наотаки